# Mahmud Şevket
Mahmud Şevket Pasza,tur. Mahmud Şevket Paşa (ur. 1856 w Bagdadzie, zm. 11 czerwca 1913 w Stambule) – generał armii osmańskiej, polityk, minister wojny i wielki wezyr Imperium Osmańskiego.
Odegrał znaczącą rolę w historii Imperium Osmańskiego, gdy 16 kwietnia 1909 stanął na czele tzw. Armii Czynu (tur. Hareket Ordusu), która ruszyła z Salonik na Stambuł, celem przywrócenia porządku w państwie. Generalicja, wraz z Mahmudem Şevketem uznała się za rozjemców między skłóconymi grupami w kraju: odsuniętym od władzy Komitetem Jedności i Postępu a skupioną wokół sułtana Abdülhamida II kontrrewolucyjną grupą części żołnierzy, radykalnych i konserwatywnych muzułmanów oraz polityków opozycji liberalnej. Armia Czynu dotarła bez żadnych oporów do Stambułu 24 kwietnia 1909, po czym zajęła miasto. Przewrót fundamentalistów, reakcjonistów i liberałów, któremu przeciwny był Şevket, wzmocnił pozycję Komitetu Jedności i Postępu, który 3 dni później w parlamencie uchwalił detronizację Abdülhamida II i jednocześnie zatwierdził stan wojenny wprowadzony przez gen. Şevketa, który obowiązywał aż do lipca 1912.
18 maja 1909 gen. Şevket został inspektorem generalnym trzech pierwszych korpusów armii osmańskiej (Stambuł, Edirne, Saloniki), co dawało mu niezwykle silną władzę, z racji bezpośredniej kontroli nad większością sił osmańskich i władzą wojskową w stolicy. Dodatkowo stan wojenny wyłączył Şevketa spod normalnej kontroli ministra wojny. Sam został ministrem wojny 12 stycznia 1910, w nowo utworzonym gabinecie, na czele którego stanął İbrahim Hakkı Pasza. Od tej chwili całość spraw wojskowych, teraz już formalnie, znalazła się w rękach Mahmuda Şevketa.
Gdy 23 stycznia 1913 Enver Pasza wraz z młodymi oficerami i członkami Komitetu Jedności i Postępu dokonał zamachu stanu, podczas którego aresztowano wielkiego wezyra Kaamila Paszę i zastrzelono obwinianego za klęskę ministra wojny, obie te funkcje przejął Mahmud Şevket. Wielkim wezyrem był tylko do 11 czerwca 1913, kiedy to został zamordowany w Stambule przez spiskowców związanych z opozycją liberalną. Władze szybko podjęły działania, i wszyscy spiskowcy zostali skazani na karę śmierci przez specjalny sąd wojenny, a egzekucje wykonano publicznie.